# Jonchères
Jonchères település Franciaországban, Drôme megyében. Lakosainak száma 26 fő (2022. január 1.). Jonchères Aucelon, Beaumont-en-Diois, Bellegarde-en-Diois, Chalancon, La Motte-Chalancon, Poyols és Volvent községekkel határos.

## Népesség
A település népességének változása:
| Lakosok száma | 39   | 37   | 50   | 37   | 30   | 29   | 28   | 27   | 26   | 26   |
|               | 1968 | 1982 | 1990 | 2006 | 2013 | 2015 | 2017 | 2019 | 2020 | 2022 |